# 有翼深海花介
有翼深海花介（学名：Bythocythere carinata）为深海花介科深海花介屬下的一个种。